# Eduardo Afonso Viana
Eduardo Afonso Viana (Lisboa, 28 de Novembro de 1881 – Lisboa 21 de Fevereiro de 1967) foi um pintor português. É consensualmente reconhecido como "um dos maiores pintores da primeira geração do modernismo nacional".

## Biografia

O Homem das louças, 1919, óleo sobre tela, 121 x 114 cm
(Museu do Chiado, Lisboa)

Eduardo Viana estudou na Academia de Belas Artes de Lisboa, onde foi aluno de Veloso Salgado e Columbano Bordalo Pinheiro.
Interrompeu o curso de pintura em 1905, ano em que parte para Paris, com Manuel Bentes e Manuel Jardim; estuda com J. P. Laurens e frequenta as Academias Livres. Viaja até Inglaterra, Holanda e Bélgica; faz amizade com Amadeo de Souza-Cardoso, Francisco Smith e Emmerico Nunes. Entre 1911 e 1915 enviou trabalhos para o salão oficial da SNBA , sendo-lhe atribuída uma Menção Honrosa (1911) e uma 2ª Medalha (1915).
Regressou a Portugal depois da eclosão da Primeira Guerra Mundial. Entre 1915 e 1916 reside em Vila do Conde e manteve uma relação de grande proximidade com o casal Robert Delaunay e Sonia Delaunay, que se havia fixado nessa localidade, contactando também com Amadeo de Souza-Cardoso, então a residir em Manhufe, perto de Amarante. Em 1919 participa na III Exposição dos Modernistas, Porto; em 1920 e 1921 realiza exposições individuais no Porto e em Lisboa; em 1923 expõe de novo individualmente e é convidado, com Mily Possoz e Almada Negreiros, a participar na exposição Cinco Independentes — grupo constituido por Dordio Gomes, Henrique Franco, Alfredo Miguéis, Francisco Franco e Diogo de Macedo —, na SNBA, Lisboa.
Colabora artisticamente na revista Contemporânea (1915-1926). Em 1925 organiza o I Salão de Outono, SNBA, exposição importante no quadro da afirmação do modernismo em Portugal e que reuniu, entre os trinta nomes apresentados, "o mais interessante de toda uma geração". Nessa exposição apresenta 8 trabalhos de sua autoria, entre os quais as telas para o café «A Brasileira». Nesse mesmo ano regressa a Paris, mudando-se para a Bélgica cinco anos mais tarde. Regressa definitivamente a Portugal em 1940 devido à intensificação da 2ª Guerra Mundial.
A parte final da sua carreira corresponde a um tempo de consagração. A partir de 1935 participa na I, VI, VIII, XI, XII e XIV Exposições de Arte Moderna do S.P.N./S.N.I., vencendo o Prémio Columbano em 1941 e 1948. Em 1957 vence o Grande Prémio de Pintura na I Exposição de Artes Plásticas da Fundação Calouste Gulbenkian, Lisboa. Em 1965 é-lhe atribuído o Prémio Nacional de Arte, do SNI.
O Museu de Arte Contemporânea adquire alguns dos seus trabalhos mais notáveis. 
De "temperamento recolhido e «grognard»", "supersticioso, austero, exigente e obstinado", Eduardo Viana jamais consentiu que alguém tomasse a iniciativa de dar a conhecer a sua obra de forma extensiva. Todas as celebrações à sua volta lhe seriam indiferentes e, por isso, "só postumamente puderam culminar numa grande exposição retrospetiva, oficialmente realizada em 1968, no SNI".
Eduardo Viana poderá ter pertencido a um movimento monárquico denominado Grupo do Tavares, tal como Amadeo, Almada e Santa-Rita (note-se que este facto não está bibliograficamente fundamentado).

## Obra

A revolta das bonecas (1916, óleo sobre tela, 114 x 132 cm), no Museu Nacional de Arte Contemporânea

Nu, 1925, óleo sobre tela, 96 x 146 cm

Os primeiros trabalhos da maturidade de Eduardo Viana situam-se "numa charneira entre vagas sugestões de cariz oitocentista e um sentido pré-construtivo característico da transição do século", fundindo valores herdados do naturalismo (ou mesmo das tendências simbolistas) com opções mais tipicamente cezannianas. 
Embora estivesse em Paris no momento em que ocorreram as grandes ruturas na arte do século XX, "o Modernismo nas suas atitudes mais vanguardistas não foi nunca uma prática orientadora da pintura de Eduardo Viana". O momento em que deliberadamente procurou vias formais consonantes com essas vanguardas ocorreu, paradoxalmente, após o regresso a Portugal em 1915. Nesse ano Viana fixa-se em Vila do Conde, e a proximidade com Sónia e Robert Delaunay impulsiona a sua obra em novas direções. Data desta época a sua única colagem conhecida (La petite, 1916, col. CAM/FCG), cujas opções o colocam em sintonia com a arte formalmente mais inovadora da época.
Assimilando empiricamente as teorias cromáticas do casal Delaunay, onde são privilegiados os contrastes simultâneos, A revolta das bonecas, 1916, será talvez o "exemplo extremo e mais bem conseguido dessa fase em que os valores oitocentistas são globalmente ultrapassados. A sugestão de profundidade da pintura tradicional desaparece em virtude de uma consciente ocupação da superfície da tela onde os círculos órficos funcionam mais como elementos da composição do que elementos dinâmicos de decomposição tímbrica da luz". Os círculos irão surgir de novo, agora associados a um sentido descritivo, em Rapaz das Louças, 1919, que encerra a aventura vanguardista de Viana; já não apenas elementos formais, os discos transformaram-se em objetos identificáveis, como "o alguidar com a boca virada para o espectador, que o modelo sustenta debaixo do braço direito, bem como outros que enchem o cenário da composição, por detrás da figura", e que multiplicam os reflexos da luz solar, gerando "formas geométricas concêntricas — «discos» desta maneira naturalisticamente justificados".
A partir da década de 1920 a pintura de Viana estabiliza-se temática e formalmente, em abordagens à paisagem, ao modelo nu e à natureza morta que poderão talvez associar-se aos ideais de Regresso à Ordem que inspiraram sectores importantes da cultura internacional entre as duas guerras. Vemo-lo ser "atraído por uma espécie de brutalidade flamenga que nas obras de Permeke (de quem consta ter sido amigo) encontra expressão sólida […]. Entre o fauvismo parisiense, a exigência da pintura clássica, Cézanne e a garantia de integridade da arte de Permeke, a criação de Viana tem o seu lugar, sensual, lógica e voluntariosa como é".
Trabalhando de forma lenta, refletida, o pintor detém-se sobre cada tema, "explorando-o como um gozo sensual isento de sentimentalismo", como acontece nos quadros de nus da década de 1920, "que oferecem o significado maior da sua arte essencialmente sensual e que nenhuma comparação sofrem com obras eventualmente naturalistas da pintura portuguesa anterior"; o mesmo irá acontecer com a longa sequência de naturezas mortas a que se dedica nas décadas finais, realizadas sem pressa, onde os objetos, "cuidadosamente compostos, guitarras, mesas, cadeiras, mantas, toalhas, […] frutos", são banhados "numa atmosfera de carnalidade gostosamente explorada".

## Outras obras
- Composição (1947)